# جافيرت (إيطاليا)
جافيرت هي كومونا (بلدية) في مقاطعة فريزة في منطقة لومبارديا الإيطالية, وتقع على بعد حوالي 60 كيلو متر شمال غرب ميلانو وحوالي 10 كيلومتر شمال غرب فريزة, واعتبارًا من 31 ديسمبر 2004 كان عدد سكانها 9438 نسمة وتبلغ مساحتها 13.3 كيلومتر مربع (5.1 ميل2) . 

## نبذة
تحتوي بلدية جافيراتي على فراتسيوني (القرى الصغيرة) أولترونا أل لاغو وفولتوري وقرى أخرى بشكل رئيسي: غروبيلو و لو فين و فيجنانو و فورتي دي أورينو و فينيل ديلي بيانزي و أرمينو و بوزولو و كوال و كادي مونتي و رونكو و بينيديتو .
وتقع جافيرت على حدود البلديات التالية: باراسو وبارديللو وبيسوزو وبياندرونو و كاسياجو و كوكيو - تريفيساغو و كوميريو و كيفيو وفريزة .

## روابط خارجية
- www.comune.gavirate.va.it/